# ESP32

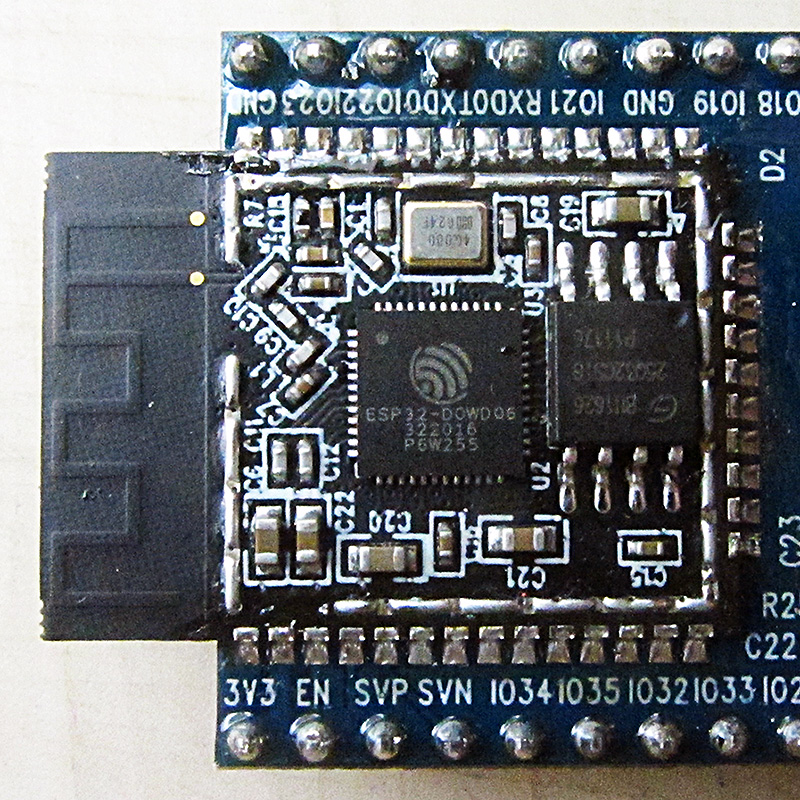
ESP32

ESP32 — серия недорогих микропроцессоров с малым энергопотреблением китайской компании Espressif Systems. Представляют собой систему на кристалле с интегрированным контроллерами радиосвязи Wi-Fi, Bluetooth и Thread.
В устаревших сериях ESP32 и ESP32-S использовались процессорные ядра с архитектурой компании Tensilica, а в последних сериях ESP32-C, ESP32-H, ESP32-P — применяются ядра с открытой архитектурой RISC-V.
В микросхему интегрирован радиочастотный тракт: симметрирующий трансформатор, встроенные антенные коммутаторы, радиочастотные компоненты, малошумящий усилитель, усилитель мощности, фильтры и модули управления питанием.
ESP32 создан и разработан компанией, расположенной в Шанхае, а производится компанией TSMC по техпроцессу 40 нм и 28 нм. Серия является преемником микросхем ESP8266.

## Особенности

Функциональная блок-схема ESP32.

Серии ESP32 и ESP32-S включают в себя:
- Микроконтроллер и управление
  - Tensilica Xtensa LX6 двухъядерный (или одноядерный) 32-разрядный процессор, с тактовой частотой 160 или 240 МГц и производительностью до 600 DMIPS (Dhrystone MIPS)
  - Сопроцессор с ультранизким энергопотреблением
- Память: 520 КБ памяти SRAM
- Беспроводная связь:
  - Wi-Fi: 802.11 b / g / N
  - Bluetooth: v4.2 BR/EDR and BLE
- Периферийные интерфейсы:
  - 12-разрядный АЦП до 18 каналов
  - 2 × 8 бит ЦАПа
  - 10 × портов для подключения емкостных датчиков (измеряющие ёмкость GPIO)
  - Датчик температуры[источник не указан 2301 день] отсутствует. Информация о нем удалена из спецификации V2.2[2]
  - 4 × SPI мастер-интерфейса (ведущие устройства)
  - 2 × I²S мастер-интерфейса
  - 2 × I²C мастер-интерфейса
  - 3 × UART интерфейса
  - SD/SDIO/CE-ATA/MMC/ eMMC хост-контроллер
  - SDIO/SPI слейв-контроллеры (ведомые устройства)
  - Ethernet MAC interface с выделенным DMA и IEEE 1588 Precision Time Protocol support
  - CAN bus 2.0
  - ИК дистанционное управление (передатчик/приемник, до 8 каналов)
  - Возможность подключения двигателей и светодиодов через ШИМ-выход
  - Датчик Холла
  - Аналоговый предусилитель низкого энергопотребления
- Безопасность:
  - Поддерживаются все функции безопасности стандарта IEEE 802.11, в том числе WFA, WPA/WPA2 и WAPI
  - Безопасная загрузка
  - Шифрование флэш-диска
  - 1024-битный ключ, до 768 бит для клиентов
  - Криптографическое аппаратное ускорение: AES, SHA-2, RSA, криптографии на основе эллиптических кривых (ЕСС), аппаратный генератор случайных чисел при включенном WiFi или Bluetooth, иначе используется генератор псевдослучайных чисел
- Управление питанием:
  - Линейный регулятор с низким уровнем падения напряжения
  - Индивидуальное питание для RTC
  - потребление 5—2,5 мкА в режиме «глубокий сон»
  - Пробуждение по прерыванию от GPIO, таймера, измерению АЦП, прерыванию емкостного сенсорного датчика
  - Рабочее напряжение от 2,2—3,6 В
  - Рабочая температура от −40 °C до +125 °C
  - Максимальная скорость передачи данных 150 Мбит/с при 11n HT40, 72 Мбит/с при 11n HT20, 54 Мбит/с @ 11g, и 11 Мбит/с при 11b
  - Максимальная мощность передачи 19,5 дБм @ 11b, 16,5 дБм @ 11 г, 15,5 дБм @ 11n
  - Минимальная чувствительность приемника: 98 дБм
  - Устойчивая пропускная способность UDP 135 Мбит/с

### Встроенное хранилище
ESP32 включает в себя следующую встроенную память:
| Тип памяти        | Объем |
| ----------------- | ----- |
| SRAM              | 520KB |
| Кибит Флэш-память | 448KB |
| NVRAM             | 16KB  |

| 802.11 n (2.4 GHz), up to 150 Mbps                                               |
| 802.11 e: QoS for wireless multimedia technology                                 |
| WMM-PS, UAPSD                                                                    |
| A-MPDU and A-MSDU aggregation                                                    |
| Block ACK                                                                        |
| Fragmentation and defragmentation                                                |
| Automatic Beacon monitoring/scanning                                             |
| 802.11 i security features: pre-authentication and TSN                           |
| Wi-Fi Protected Access (WPA)/WPA2/WPA2-Enterprise/Wi-Fi Protected Setup (WPS)    |
| Infrastructure BSS Station mode/SoftAP mode                                      |
| Wi-Fi Direct (P2P), P2P Discovery, P2P Group Owner mode and P2P Power Management |
| UMA compliant and certified                                                      |
| Antenna diversity and selection                                                  |
| Compliant with Bluetooth v4.2 BR/EDR and BLE specification                       |

| Class-1, class-2 and class-3 transmitter without external power amplifier |
| Enhanced power control                                                    |
| +10 dBm transmitting power                                                |
| NZIF receiver with −98 dBm sensitivity                                    |
| Adaptive Frequency Hopping (AFH)                                          |
| Standard HCI based on SDIO/SPI/UART                                       |
| High speed UART HCI, up to 4 Mbps                                         |
| BT 4.2 controller and host stack                                          |
| Service Discover Protocol (SDP)                                           |
| General Access Profile (GAP)                                              |
| Security Manage Protocol (SMP)                                            |
| Bluetooth Low Energy (BLE)                                                |
| ATT/GATT                                                                  |
| HID                                                                       |
| All GATT-based profile supported                                          |
| SPP-Like GATT-based profile                                               |
| BLE Beacon                                                                |
| A2DP/AVRCP/SPP, HSP/HFP, RFCOMM                                           |
| CVSD and SBC for audio codec                                              |
| Bluetooth Piconet and Scatternet                                          |

### Сравнение ESP32 и ESP8266 (ESP-12)
| ESP32 | ESP8266 (ESP-12)                                           |
| --- | ---------------------------------------------------------- |
| Ethernet MAC Interface | Не поддерживается                                          |
| GPIOs для 10 сенсорных датчиков                                                                                           | Не поддерживается                                          |
| Temperatur-Sensor (on-chip)                                                                                               | Не поддерживается                                          |
| Функционал пульта дистанционного управления                                                                               | Не поддерживается                                          |
| Hall-Sensor | Не поддерживается                                          |
| Digital-to-Analog Converter (DAC)                                                                                         | Не поддерживается                                          |
| CAN 2.0 (1991) | Не поддерживается                                          |
| Аналогово-Цифровой Преобразователь (АЦП): 16 Каналов с 12-Бит SAR-ADC с малошумящим усилителем (Low-Noise Amplifier, LNA) | 10-bit АЦП, без LNA                                        |
| 2 I2C-Интерфейс | 1 I2C-Интерфейс                                            |
| 16 каналов для ШИМ (до 78 кГц при 10-битной точности)                                                                     | 8 каналов для ШИМ (до 1кГц)                                |
| GPIOs (General-Purpose Input/Output, интерфейс ввода/вывода общего назначения): 36                                        | GPIOs: 17                                                  |
| 4 SPI-Интерфейса с Quad-SPI и максимальной частотой 80 MHz                                                                | 3 SPI-Интерфейса с Quad-SPI и максимальной частотой 80 MHz |

## Корпус планарный (QFN)
ESP32 выпускается в планарном корпусе (QFN) с 48 контактами по периметру и одним большим теплоотводом по центру, выполняющим одновременно функцию сигнальной земли.

### Версии
SoC ESP32 выпускается в планарном корпусе QFN размерами 6×6 мм либо 5×5 мм.
| Модель       | Количество ядер | Встроенная флеш-память, МБ | Размер микросхемы | Описание                                              |
| ------------ | --------------- | -------------------------- | ----------------- | ----------------------------------------------------- |
| ESP31B       | 2               | 0                          | 6×6 мм            | Предрелизный SoC для бета-тестов; снят с производства |
| ESP32-D0WDQ6 | 2               | 0                          | 6×6 мм            | Первая версия чипа ESP32                              |
| ESP32‑D0WD   | 2               | 0                          | 5×5 мм            | Чип с уменьшенным корпусом, аналог ESP32-D0WDQ6       |
| ESP32‑D2WD   | 2               | 2                          | 5×5 мм            | Вариант с 2 МБ (16 Мбит) встроенной флеш-памяти       |
| ESP32‑S0WD   | 1               | 0                          | 5×5 мм            | Вариант с одним ядром                                 |

ESP32-D0WDQ6 содержит два малой мощности Xtensa® 32-бит LX6 микропроцессоров. Внутренняя память включает:
- 448 КБ ПЗУ для загрузки и основных функций.
- 520 Кб (8 КБ RTC быстрая память в комплекте) on-chip SRAM для данных и инструкций.
- 8 КБ SRAM в RTC, который называется медленной памятью RTC и может быть доступен сопроцессором во время режима глубокого сна.
- 1 кбит eFuse, из которых 256 бит используются для системы (MAC-адрес и конфигурация чипа) и остальные 768 бит зарезервированы для клиентских приложений, включая шифрование флэш-памяти и идентификатор чипа.

### Внешняя FLASH и SRAM
ESP32 поддерживает до четырех банков 16-Мб внешней flash QSPI и SRAM с аппаратным шифрованием на основе AES с защитой пользовательский программ и данных.
ESP32 может получить доступ к внешней flash QSPI и SRAM через скоростные каналы.
- До 16 Мб внешней флэш-памяти сопоставлены с кодовым пространством ЦП, поддерживающим 8, 16 и 32-бит доступа. Поддерживается выполнение кода.
- До 8 Мб внешней flash/SRAM карты памяти на ЦП пространства данных, поддержка 8, 16 и 32-бит доступа. Чтение данных поддерживается на флэш-памяти и SRAM. Запись данных поддерживается на SRAM.
- ESP32-WROVER интегрирует 4-16 Мб внешней SPI flash. 4-мб SPI flash может быть карта памяти на процессор пространство, поддерживающие 8, 16 и 32 бит доступа. Поддерживается выполнение кода.
- В дополнение к 4-16 МБ SPI flash, ESP32-WROVER также интегрирует 4-8 Мб PSRAM для большего пространства памяти.

### Кварцевые генераторы
- Микропрограмма ESP32 Wi-Fi/BT может поддерживать только кварцевый генератор 40 МГц.

### RTC и управление низким потреблением
С использованием современных технологий управления питанием ESP32 может переключаться между различными режимами питания (См. таблицу ниже).

### Режимы питания/Power modes
- Active mode / Активный режим: чип радио включен. Чип может получать, передавать или слушать.
- Modem-sleep mode / Режим сна модема: ЦП работает и часы настраиваются. Базовая полоса Wi-Fi/Bluetooth И радио отключено.
- Light-sleep mode / Режим сна: ЦП приостановлен. Память RTC и периферийные устройства RTC, а также ULPСопроцессор работает. Все события пробуждения (MAC, хост, таймер RTC или внешние прерывания) будут пробуждать до chip.
- Deep-sleep mode / Режим глубокого сна: Только память RTC и периферийные устройства RTC включены. Wi-Fi и Bluetooth данные соединения хранятся в памяти RTC. Сопроцессор ULP может работать.
- Hibernation mode / Режим гибернации: внутренний 8 МГц осциллятор и co-процессор ULP отключены. RTC восстановления памяти выключена. Только один таймер RTC на медленных часах и некоторые GPIOs RTC активны. Таймер RTC или GPIOs RTC могут разбудить чип в режиме спячки.

### Сон/Sleep Patterns
- Association sleep pattern / Шаблон Association sleep: режим питания переключается между активным режимом, модемом и LightsleepРежим во время этого сна CPU, Wi-Fi, Bluetooth и радио просыпаются на заранее определенном Интервалы для сохранения соединения Wi-Fi/BT живыми.
- ULP sensor-monitored pattern / ULP датчик-контролируемый шаблоном: Главный процессор находится в режиме глубокого сна. Комбинированный процессор ULPИзмерение датчиков и Пробуждение основной системы на основе данных, собранных с датчиков.

| Power mod                      | Active                    | Modem-sleep               | Light-sleep               | Deep-sleep                   | Hibernation |
| Sleep pattern                  | Association sleep pattern | Association sleep pattern | Association sleep pattern | ULP sensor-monitored pattern | -           |
| ------------------------------ | ------------------------- | ------------------------- | ------------------------- | ---------------------------- | ----------- |
| CPU                            | ON                        | ON                        | PAUSE                     | OFF                          | OFF         |
| Wi-Fi/BT baseband and radio    | ON                        | OFF                       | OFF                       | OFF                          | OFF         |
| RTC memory and RTC peripherals | ON                        | ON                        | ON                        | ON                           | OFF         |
| ULP co-processor               | ON                        | ON                        | ON                        | ON/OFF                       | OFF         |

### Модули
Модуль ESP32-PICO-D4 системы в корпусе (system-in-a-package) сочетает в себе микросхему ESP32, кварцевый генератор, микросхему флэш-памяти, фильтрующие конденсаторы и радиочастотные контакты. Применяется корпус QFN размером 7×7 мм.
| Модель        | Количество ядер | Встроенная флеш-память, МБ | Размер модуля | Описание                                                                                         |
| ------------- | --------------- | -------------------------- | ------------- | ------------------------------------------------------------------------------------------------ |
| ESP32-PICO-D4 | 2               | 4                          | 7×7 mm2       | Includes ESP32 chip, crystal oscillator, flash memory, filter capacitors, and RF matching links. |

## Печатные платы

### Модульные SMT-платы

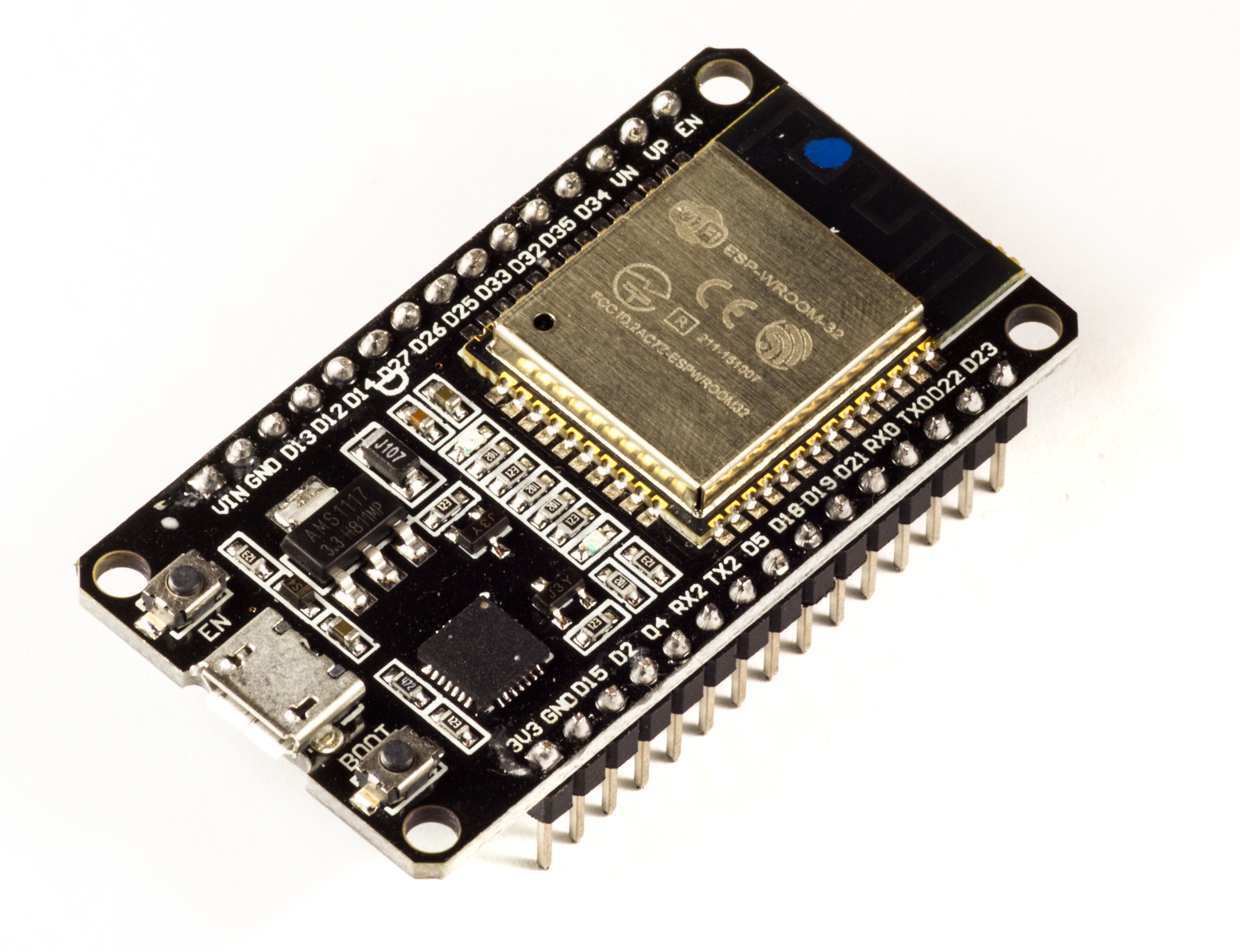
Dev Board ESP32 Espressif ESP-WROOM-32.

Модули SMT-платы на основе ESP32 содержат ESP32 SoC и предназначены для легкого интегрирования в другие платы. Измеряемые инвертированные F-антенные конструкции используются для трассировки антенны PCB на модулях, перечисленных ниже. Кроме флэш-памяти, некоторые модули включают псевдостатическую оперативную память (pSRAM).
| Производитель | Название        | Антенна                | Флеш-память, МБ | pSRAM, МБ | Описание |
| ------------- | --------------- | ---------------------- | --------------- | --------- | --- |
| Espressif     | ESP-WROOM-03    | PCB trace              | 4               | 0         | Не производится, для бета-тестов. FCC Part 15.247 tested (FCC ID: 2AC7Z-ESP32). |
| Espressif     | ESP32-WROOM-32  | PCB trace              | 4               | 0         | Первый публичный вариант модуля от Espressif. FCC Part 15.247 tested (FCC ID: 2AC7Z-ESPWROOM32). Based on ESP32-D0WDQ6 chip. Originally named «ESP32-WROOM-32».                                                        |
| Espressif     | ESP32-WROOM-32D | PCB trace              | 4               | 0         | Обновление ESP-WROOM-32 с применением чипа ESP32-D0WD вместо ESP32-D0WDQ6. Изначально «ESP-WROOM-32D». |
| Espressif     | ESP32-SOLO-1    | PCB trace              | 4               | 0         | Аналог ESP32-WROOM-32D с одноядерным ESP32-S0WD вместо ESP32-D0WD с 2 ядрами |
| Espressif     | ESP32-WROOM-32U | U.FL socket            | 4               | 0         | Альтернатива ESP-WROOM-32D с коннектором U.FL для подключения внешней антенны. |
| Espressif     | ESP32-WROVER    | PCB trace              | 4               | 4         | Модуль ESP32 с 4 МБ pSRAM памяти от Espressif. Имеет сертификацию «FCC part 15.247» (FCC ID 2AC7Z-ESP32WROVER). Использует 40 МГц кварцевый генератор, не использует U.FL разъём. Построен на микросхеме ESP32-D0WDQ6. |
| Espressif     | ESP32-WROVER-I  | U.FL socket, PCB trace | 4               | 4         | Вариант ESP32-WROVER с U.FL разъёмом. Антенна на печатной плате (PCB trace) выполнена, но не подключена по умолчанию.                                                                                                  |
| Espressif     | ESP32-WROVER-B  | PCB trace              | 4               | 8         | Вариант ESP32-WROVER на 8 МБ pSRAM вместо 4 и ESP32-D0WD (вместо ESP32-D0WDQ6). FCC part 15.247 (FCC ID 2AC7Z-ESP32WROVERB). Без U.FL. (Есть опция с флеш-памятью на 8 или 16 МБ)                                      |
| Espressif     | ESP32-WROVER-IB | U.FL socket, PCB trace | 4               | 8         | Вариант ESP32-WROVER-B с U.FL |
| Banana pi     | BPI:bit         | PCB trace              | 4               | 0         | Аналог ESP-WROOM-32 от banana pi. |
| Banana pi     | BPI-UNO32       | U.FL socket, PCB trace | 4               | 4         | Аналог ESP32-WROVER от banana pi, совместимость с arduino |
| Ai-Thinker    | ESP32-S         | PCB trace              | 4               | 0         | Вариант от Ai-Thinker, сходный с ESP-WROOM-32 |
| Ai-Thinker    | ESP32-A1S       | U.FL socket, PCB trace | 4               | 4         | Аналог ESP32-WROVER от Ai-Thinker |
| AnalogLamb    | ESP-32S-ALB     | PCB trace              | 4               | 0         | Копия ESP-32S (совместим с ESP-WROOM-32). |
| AnalogLamb    | ALB-WROOM       | PCB trace              | 16              | 0         | Вариант ESP-32S-ALB на 16 МБ флеш-памяти. |
| AnalogLamb    | ALB32-WROVER    | PCB trace              | 4               | 4         | ESP32 модуль с 4 МБ pSRAM в размерах ESP-WROOM-32. |
| DFRobot       | ESP-WROOM-32    | PCB trace              | 4               | 0         | Аналог ESP-WROOM-32 без FCC сертификата, применяет 26 МГц или 32 кГц генератор. |
| eBox & Widora | ESP32-Bit       | Ceramic, U.FL socket   | 4               | 0         | Керамическая антенна и U.FL. |
| Goouuu Tech   | ESP-32F         | PCB trace              | 4               | 0         | Аналог ESP-WROOM-32, есть FCC проверка (ID 2AM77-ESP-32F). |
| IntoRobot     | W32             | PCB trace              | 4               | 0         | Сходный с ESP-WROOM-32 модуль с иной цоколевкой контактов. |
| IntoRobot     | W33             | Ceramic, U.FL socket   | 4               | 0         | Аналог IntoRobot W32 с другим антенным хозяйством |
| ITEAD         | PSH-C32         | PCB trace              | 1               | 0         | Модуль с небольшим размером флеш-памяти и нестандартным размером. |
| Pycom         | W01             | (Not included.)        | 8               | 4         | OEM-вариант WiPy 2.0. Реализует Wi-Fi и Bluetooth. FCC ID 2AJMTWIPY01R. |
| Pycom         | L01             | (Not included.)        | 8               | 4         | OEM-вариант LoPy. Реализует Wi-Fi, Bluetooth и LoRa. FCC ID 2AJMTLOPY01R. |
| Pycom         | L04             | (Not included.)        | 8               | 4         | OEM-вариант LoPy4. Реализует Wi-Fi, Bluetooth, LoRa и Sigfox. |
| Pycom         | S01             | (Not included.)        | 8               | 4         | Снят с производства. Вариант SiPy с Wi-Fi, Bluetooth, Sigfox (14 dBm и 22 dBm). |
| Pycom         | G01             | (Not included.)        | 8               | 4         | OEM-вариант GPy. Содержит модуль сотовой связи LTE-CAT M1/NB1, Wi-Fi и Bluetooth. |
| u-blox        | NINA-W131       | (Not included.)        | 2               | 0         | Серия u-blox NINA-W13. |
| u-blox        | NINA-W132       | PIFA                   | 2               | 0         | Серия u-blox NINA-W13. Встроенная антенна — Planar implementation (PIFA) — выполнена из гнутого листового металла с фигурным вырезом, а не в виде дорожки на печатной плате (PCB trace).                               |

### Платы для разработки и другие платы
Платы для разработки имеют расширенную коммутацию и функциональность, обычно построены на базе плат с ESP32 и облегчают их использование для разработки (и особенно для макетирования).

## Программирование
Языки программирования, платформы и среды, используемые для программирования ESP32:
- Arduino IDE с ESP32 Arduino Core
- Espressif IoT Development Framework — Официальная Espressif разработка для ESP32.
- .NET nanoFramework — разработка на языке C# в Visual Studio IDE с дебаггером для embedded, включая ESP32
- Espruino — JavaScript SDK, эмулятор Node.js.
- Lua RTOS.
- Mongoose OS[англ.] — Операционная система для носимой электроники, рекомендована Espressif Systems,[23] AWS IoT,[24] and Google Cloud IoT.[25]
- mruby[англ.] для ESP32
- PlatformIO Ecosystem и IDE
- Pymakr IDE — IDE предназначен для использования с устройствами Pycom;
- Simba Embedded Programming Platform
- Whitecat Ecosystem Blockly основана на Web IDE
- MicroPython
- Zerynth — Python для IoT и микроконтроллеров, включая ESP32.
- OWLOS — сетевая операционная система с открытым исходным кодом для управления IoT устройствами.
- uLisp — Lisp для микроконтроллеров
- ECS — Eigen Compiler Suite (C/C++/Oberon-2)

## Использование
Коммерческое и промышленное использование ESP32:

### Использование в коммерческих устройствах
- Светодиодный браслет IoT группы Alibaba, который использовался участниками ежегодного сбора в 2017 году. Каждый браслет работает как пиксель, принимающей команды для координированного управления светодиодным светом. Это позволяет формировать «живой беспроводной экран».[26]
- DingTalk’s M1 — биометрическая система отслеживания посещаемости.[27]
- LIFX Mini — серия дистанционно управляемых светодиодных ламп.[28]
- Pium — домашний аромат и ароматерапия.[29]

### Промышленные устройства
- TECHBASE’s Moduino X серий X1 и X2 модули ESP32-WROVER для индустриальной автоматизации и мониторинга, поддерживается цифровой и аналоговый ввод-вывод и различные сетевые интерфейсы.[30]